# Gökstenen
Gökstenen er en svensk runesten.
Gökstenen i Södermanland er fra 11. århundrede. Den er interessant ved sine billeder til Sigurd Fafnersbanes historie. De er kopier efter de bemærkelsesværdige billeder på Ramsundsberget.